# Dodecatheon austrofrigidum
Dodecatheon austrofrigidum är en viveväxtart som beskrevs av Kenton Lee Chambers. Dodecatheon austrofrigidum ingår i släktet Dodecatheon och familjen viveväxter. Inga underarter finns listade i Catalogue of Life.